# 米爾尼站
和平站（俄语：Мирный）又譯米爾尼站，是苏联建立的第一座南極洲科研考察站，位於澳洲南極洲領地戴維斯海沿岸。名稱來自一艘法比安·戈特利布·馮·別林斯高晉遠征時期的補給船艦和平号战船。1991年蘇聯解體之後由俄羅斯接管。
1956年2月13日，和平站正式啟用。原本此站是作為1400公里遠的沃斯托克站之主基地，但目前已被進度站所取代。暖季時，站內有169人駐守；寒季時，則有60人。年均溫約-11°C，一年中有两百天风速可超过15米/秒。
此站的研究主要著重於冰河學、地震學、氣象學、海洋生物學、宇宙射線和極光觀測。

## 外部連結
- AARI Mirny Station page （页面存档备份，存于）
- Official wesite Arctic and Antarctic Research Institute （页面存档备份，存于）
- COMNAP Antarctic Facilities
- COMNAP Antarctic Facilities Map

66°33′9.66″S 93°0′34.05″E / 66.5526833°S 93.0094583°E
Template:南極探險
#invoke: Navbox